# Young Euro Classic
Young Euro Classic je hudební festival klasické hudby, konaný každoročně od roku 1990 v Berlíně. Patří k nejdůležitějším světovým akcím pro mladežnické orchestry z celého světa. Festival se pořádá v létě, trvá 17 dní a koncerty probíhají v berlínském koncertním sálu Konzerthaus Berlin na náměstí Gendarmenmarkt.